# میکراخ
میکراخ (به لاتین: Mikrakh) یک منطقهٔ مسکونی در روسیه است که در شهرستان دوکوزپارینسکی واقع شده‌است.